# هيلج نيلسن
هيلج نيلسن هو راكب الكنو دنماركي، ولد في 23 مارس 1917، وتوفي في 12 سبتمبر 1981.

## وصلات خارجية
- هيلج نيلسن على موقع أوليمبيديا (الإنجليزية)